# ユニバーサル・メディア・ディスク
ユニバーサル・メディア・ディスク（Universal Media Disc、UMD） は、ソニーが開発した光ディスクの規格。事実上、2004年12月12日に発売された携帯型ゲーム機のPlayStation Portable（PSP）専用メディアである。
ソニーが1992年に販売開始した音楽記録媒体のミニディスク（MD）と略称が似ているが、MDの上位メディアでは無く互換性は無い。またMDとは形状も異なる。

## 誕生背景
PSPは携帯型ゲーム機であるが、対応プロファイルに「UMD Audio」および「UMD Video」を有している。つまり機器として当初からゲームだけでなく、映像および音楽再生に対応しており、映画会社や音楽レーベルなどの企業はPSP向けにコンテンツを提供することに興味を持っていた。それら企業は既にDVDで映像・音楽コンテンツを持っており、加えてPSPで展開するのは容易であったが、既存のメディアよりも強固なコピー保護機能が必要であり、それに見合う最適なメディアがなかったため開発された。

## 仕様
2005年6月21日にスイスのジュネーブを本拠地として設置されている国際標準化機関・Ecma InternationalでUMDの物理フォーマットがECMA-365として承認された。
なお記録型UMDに関してはハリウッドなどの強い要請もあり、著作権保護の観点等を理由に規格化はされなかった。リーダ・ライタもソフト開発側を含め提供はされていない。

### 構造
直径60mm（2.4インチ）のポリカーボネート製でCLV方式の光ディスクがカートリッジに収められ、2層で約1.8GBの容量を持つ。ディスク自体の厚さは0.6 mmでCDやDVDなどの半分である。中央の0.3mmの部分に記録層がある。
ディスクがカートリッジに収められているMDやMOが備えている保護シャッターは無く、記録面がむき出しになっている為、指紋や埃が付着したり傷を付けたりしないよう取り扱う必要がある。

### 記録方式
ディスクは片面2層を使って波長660 nmの赤色半導体レーザーで読み取る。記録方式には、PSPのゲームを記録する「PSP Game」、ATRAC3plus形式の音声を記録する｢UMD Audio｣、MPEG-4 AVC形式の動画を記録する｢UMD Video｣が存在する。
UMD Videoの内、音楽作品を収録するものは「UMD MUSIC」（ユーエムディー・ミュージック）、その他の映像作品を収録するものを「UMD VIDEO」（ユーエムディー・ビデオ）と呼ぶ。つまりUMD Videoという規格の中に「UMD MUSIC」と「UMD VIDEO」のサブジャンルが存在する。
UMD VIDEO
UMDに映像コンテンツを収録したディスクで、DVDと同様チャプター、メニュー画面があり音声、字幕も複数記録できる。
この規格を利用したゲームにUMDPGもあるが、大半がPC用アダルトゲームの移植で占められている。
UMD MUSIC
UMDに音楽ビデオコンテンツを収録したディスクで音声はATRAC3plus等があり、UMD MUSICによってはコーデック、ビットレートを選択して再生することが出来る。
転送レートは10Mbps。

### 保護機能
ディスクに固有IDを持たせる128ビットAESによるコンテンツ著作権保護などのセキュリティ技術が導入されている。
またUMD VideoにはDVD-Videoと類似したリージョンコードが設けられており、本体と異なるリージョンのタイトルは再生出来ない。なおゲームソフトにもリージョンコードが設定されているが、特別なプロテクトは施されていない為にコードに関係無く外国版のゲームを起動・プレイが可能である。
| コード | 地域                                                                 |
| ------ | -------------------------------------------------------------------- |
| 0      | 制限なし                                                             |
| 1      | 米国、カナダ、米国領域、ラテンアメリカ                               |
| 2      | EU、日本、近東、南アフリカ、エジプト、グリーンランド、仏国領域       |
| 3      | 韓国、台湾、香港、フィリピン、インドネシア、マレーシア、シンガポール |
| 4      | オーストラリア、ニュージーランド、太平洋諸島                         |
| 5      | ロシア、東ヨーロッパ、パキスタン、インド、アフリカ、北朝鮮、モンゴル |
| 6      | 中国本土                                                             |

## ソフトウェア
ゲームソフトとしては2004年12月12日から各ゲーム会社より発売された。
音楽ソフト（UMD MUSIC）としては、ソニー・ミュージックエンタテインメントからは2005年4月13日に発売開始された。
映画・アニメなどの映像ソフト（UMD VIDEO）も2005年4月より27社から発売されると発表され、同年4月11日にはブエナ・ビスタ・ホーム・エンターテイメントが3タイトルを発売することを発表した。そして同年4月13日にカプコンより『バイオハザード』、ソニー・ピクチャーズ エンタテインメントより『スパイダーマン2』『バイオハザードII アポカリプス』『ヘルボーイ』が発売された。
その後2005年5月16日にはユニバーサル・スタジオが6タイトルを発売することを発表したほか、バンダイがPlayStation 2用ソフトの『創聖のアクエリオン』発売時、購入者を対象に同名アニメの第1話などが収録されたUMD Videoがもらえる、応募者全員サービスを実施した。
なお、映像・音楽ソフトはDVD販売コーナーではなく、PSPのゲームソフトと同じ売り場で取り扱いされていた。

## 映像・音楽ソフトとしての反響・評価
PC Watch編集部の本田雅一は「PSP専用から標準ビデオ用メディアへの脱皮を目指すUMD」と題した文章にて、PSPや将来のUMDビデオプレーヤーの普及次第で、DVDのような配布コンテンツや電子ブックとしてのUMDの活用可能性があることを述べた。
AV Watch編集部ではUMD Videoの画質や音質、使い勝手を検証するために、2005年4月13日発売の第1弾タイトルを購入した。映像ソフトに関してはブロックノイズもほとんどなく、ポータブルプレーヤーとして屋外で視聴することを考えれば、十分高画質と評価する一方で、音質は高域の伸びや低域の厚みに乏しく、音量に不足があると低評価を下した。一方で音楽ソフトに関しては音質も良好で音量不足もないが、DVDと比較すると音場の狭さや厚みの無さが気になると評価した。この結果、同時期に発売された任天堂の『プレイやん』と比較にならないほど高画質であり、直接の競合製品はポータブルDVDプレーヤーになるが、DVDは据え置き型のプレーヤーやPCでも再生できるのに対して、UMDはPSPでのみ再生可能という汎用性のなさの割に、DVDとほぼ同額という価格設定は適正ではないと評した。
またPSPを所有するユーザーに対するインターネットリサーチサイト「C-NEWS」が2005年8月に行った調査では、UMD Videoの所有率は男女ともに1割強に留まり、未所有で購入予定もないと回答した者は5割に達し、PSPはゲームでの利用が中心であることが明らかにされた。その中にあって、同年9月14日の発売が発表された『ファイナルファンタジーVII アドベントチルドレン』は男女とも5割以上が購入あるいはレンタルで見てみたいと回答するなど関心が高く、発売後はスクウェア・エニックスの完全自社製作作品ということでDVD版も含めて映像作品ながらコンピューターゲーム専門店にも流通したり、ゲーム雑誌にも積極的に記事を掲載したりしたことでゲームユーザーの心に刺さり、UMD Videoの作品では他作品と大きく引き離す程一番の売り上げを記録した。それらの貢献もあり、本作のUMD版が「アルティメットヒッツ」（2009年7月30日・DVD版同時発売）の中にPSP専用タイトルとしての扱いながら唯一の非ゲーム作品としてラインナップされた。

## 販売終了
ITmedia NEWSは2005年1月20日の記事で、ソニーは他社がUMD対応のメディアプレーヤーを製造できるように、UMD技術の映画版・音楽版へのアクセスを提供する予定であることを報じた。しかし動画を再生出来るデジタルメディアプレーヤーを搭載するポータブル機器が登場・低価格化する一方で、UMDを再生出来る機器はPSP（PSP-1000/2000/3000型）しか無く、その後2009年11月に発売された派生機のPlayStation Portable go、2011年12月に発売されたPSPの次世代型携帯ゲーム機であるPlayStation VitaにはUMDドライブは搭載されず、結果的にUMDビデオプレーヤーが発売されることはなかった。
記録媒体としてはSDメモリーカード等のフラッシュメモリの大容量・低価格化によって、2012年時点で8GBのSDHCメモリーカードが1,000円程度にまで値下がりしたことで、UMDは容量とコストにおいて優位性が無くなった。
UMD Video発売時の検証にて、「クオリティ面では安心して購入できるソフトではあるので、今後のラインナップ展開と市場の拡大」を期待する声もあった。しかし、全年齢向けの映像ソフト市場は27の参入企業のうちソニー・ピクチャーズ エンタテインメントは43タイトル程度、ブエナ・ビスタ・ホーム・エンターテイメントは21タイトルなど、各社が発売したタイトル数はDVDやBlu-ray Discと比較して少なく、2010年12月22日発売の『バイオハザードIV アフターライフ』をもって新規タイトルの供給が終了した。同様に音楽ソフト市場に関しても、ソニー・ミュージックエンタテインメントにおいては2006年4月26日発売の『グループ魂 港カヲル in 都会の山賊ツアー～演奏・グループ魂～』（グループ魂）、他社においては2009年8月5日発売の『Be your wings/FRIENDSHIP/Wait for you』（GIRL NEXT DOOR）をもって新規タイトルの供給が終了した。
こうしてUMDは映像・音楽用メディアとしてはCDやDVDほどの普及はしなかったが、ゲームソフト市場においては、2016年4月21日発売の『神々の悪戯(あそび) InFinite』まで新規タイトルが発売された。
なお、かつてはDVD-ROMとほぼ同等の短期間でリピート生産出来て、初回1,000枚からリピートは100枚からの少ロットでの生産が可能であった。生産コストはDVD並みで、1枚あたりおよそ250円とされた。